# Лутрос (дем Дедеагач)
Вижте пояснителната страница за други значения на Лъджа.
Лъджакьой или Баня (на гръцки: Λουτρός, Лутрос) е село в Западна Тракия, Гърция в дем Дедеагач с 1049 жители (2001).

## География
Селото е разположено в нисък и плодороден район между градовете Дедеагач и Фере. На няколко километра южно от селото се е намирал римският град Траянополис, построен върху античния Дорсик.

## История
В „Етнография на вилаетите Адрианопол, Монастир и Салоника“, издадена в Константинопол в 1878 година и отразяваща статистиката на населението от 1873 г., Лъджа (Ladja) е посочено като село с 90 домакинства и 412 жители българи.
Вначалото на ноември 1907 г. четите на Лазар Маджаров и на Бойко Чавдаров пристигат в Лъджакьой и престояват там няколко дни. След предателство на 10 ноември селото е обсадено от турски аскер, който претърсва къщите. Четниците напускат селото и се изтеглят към възвишенията над него. Сражението продължава повече от шест часа и в него загиват Лазар Маджаров, Петър Васков, Георги Гешанов, Чанко Карабраканов и Янаки Милков.
Според статистиката на професор Любомир Милетич в 1912 година селото е смесено българо-турско със 160 семейства, от които 120 екзархийски български семейства и 40 турски.
При избухването на Балканската война в 1912 година 4 души от Лъджакьой са доброволци в Македоно-одринското опълчение.
В първите десетилетия на ХХ век селото, край което се намира малка железопътна спирка по линията Дедеагач-Фере, е известно със своите лечебни бани и хотел със 120 стаи. От българската църква строена в 19 век е запазена каменната камбанарийна кула.
През 1920 година селото попада в Гърция. След 1924 година от Лъджакьой българското население от селото се изселва, 30 семейства (ок. 200 души) се изселват в Горни Воден, Станимашко, а още толкова в Кърджалийско и Хасковско. Други 30 – 40 семейства остават в селото, но след 1944 година се преселват в България.

## Личности
Родени в Лъджакьой
- Коста Тодоров Марков (1920 – 1944), български комунист, деец на ССМ[8]
- Стою Тодоров (1919 – 1997), български скулптор.
- Тодор Петков (1872 – 1937), български революционер от ВМОРО

Починали в Лъджакьой
- Георги Гешанов (1872 – 1907), български революционер от ВМОРО
- Лазар Маджаров (1872 – 1907), български революционер, водач на Преображенското въстание
- Петър Васков (1875 – 1907), български революционер
- Чанко Карабраканов, български революционер от Голям Дервент
- Янаки Милков, български революционер от Крушево